# 国際交通安全週間
国際交通安全週間（こくさいこうつうあんぜんしゅうかん、英: Global Road Safety Week)とは、若年層のドライバーを中心とした交通安全に関する啓発キャンペーン週間。
国際連合欧州経済委員会が中心となって、欧州・中央アジア・北米を中心に実施される。第一回は2007年4月23日-4月29日。
スローガンは「道の安全は無事故から」（Road Safety is no Accident）
交通事故死者が全世界で年間120万人を数え、それ以上の負傷者が発生している現状が、当事者だけではなく、社会全体の問題であると認識し、交通事故発生を抑止するための啓発活動を進めていくための週間。